# Lundia glazioviana
Lundia glazioviana là một loài thực vật có hoa trong họ Chùm ớt. Loài này được Kraenzl. mô tả khoa học đầu tiên năm 1921.